# The Jacket
The Jacket is een Amerikaanse mystery-sciencefictionfilm uit 2005 onder regie van John Maybury. De productie werd genomineerd voor de Saturn Award voor beste sciencefictionfilm.

## Het verhaal
Jack Starks lijdt sinds zijn terugkeer van de Golfoorlog aan geheugenverlies en trekt wat rond in de Verenigde Staten. Onderweg ontmoet hij het meisje Jackie en haar moeder die met autopech langs de weg staan. Als hij betrokken raakt bij de moord op een agent en hij zich daar niets meer van herinnert wordt hij opgesloten in een inrichting. Daar krijgt hij experimentele therapie waarbij hij medicatie krijgt en in een dwangbuis in een lijklade wordt geschoven. In die lade krijgt hij flashbacks van zijn verleden. Later gaat hij zo ook naar de toekomst waar hij anno 2007 opnieuw Jackie ontmoet. Van haar komt hij te weten dat zowel hij als haar aan drank verslaafde moeder overleden zijn. Samen met Jackie probeert hij uit te zoeken wat er gebeurd is, maar zijn doodsoorzaak komt hij niet te weten. Terug in 1993 ontsnapt hij uit de inrichting om Jackies moeder op te zoeken. Hij overtuigt haar een beter leven te gaan leiden. Hierdoor sterft ze niet en wordt ook Jackies toekomst beter. Het is ijskoud buiten en bij zijn terugkeer in de inrichting glijdt hij uit op het ijs. Hij valt met zijn hoofd tegen de grond en overlijdt.

## Gelijkwaardige verhalen
De titel van de film en het idee dat een persoon een buitenlichamelijke tijdreis ervaart terwijl hij in een onverdraaglijk nauw vastgeknoopt dwangbuis ('the jacket') ligt komen ook voor in een boek The Star Rover uit 1915 van Jack London. De Engelse titel van dit boek is The Jacket. The jacket uit het verhaal van Jack London zou gebaseerd zijn op interviews die London hield met de ex-gevangene Ed Morrell.
Regisseur Maybury heeft bevestigd dat de film losjes is gebaseerd op een waar gebeurd verhaal dat ook de basis was van het boek van Jack London. Dit verhaal gaat over de gevangene Ed Morrell, die werd onderworpen aan frequente martelingen in de gevangenis San Quentin. Hij leerde vervolgens via zelfhypnose de pijn van deze martelingen te verdragen. Na zijn vrijlating gaf hij toespraken over zijn ervaringen en aangezien hij analfabeet was schreef zijn vrouw het boek The 25th Man over zijn ervaringen. Dit boek zorgde ervoor dat het gevangenisbeleid in de staat Arizona werd herzien.

## Rolbezetting
| Acteur               | Personage      | Opmerkingen            |
| -------------------- | -------------- | ---------------------- |
| Adrien Brody         | Jack Sparks    |                        |
| Keira Knightley      | Jackie Rice    | als jonge vrouw        |
| Laura Marano         | Jackie Rice    | als kind               |
| Jennifer Jason Leigh | Beth Lorenson  | vrouwelijke psychiater |
| Kris Kristofferson   | Thomas Becker  | mannelijke psychiater  |
| Kelly Lynch          | Jean Rice      | Jackies moeder         |
| Brad Renfro          |                | de vreemdeling         |
| Daniel Craig         | Rudy Mackenzie |                        |

## Prijzen en nominaties
- Saturn Awards 2006: Nominatie Beste sciencefictionfilm[3]